# Els orígens del totalitarisme
Els orígens del totalitarisme (en anglès, The Origins of Totalitarianism) és un llibre de Hannah Arendt que descriu i analitza els dos moviments totalitaris més importants del segle XX: el nazisme i l'estalinisme. Publicat per primera vegada en anglès en 1951, sovint, és considerat el treball principal de la teòrica política Hannah Arendt. Li va dedicar el llibre al seu espòs Heinrich Blücher, a qui li devia diversos suggeriments per a aquest treball.
Està compost per tres volums: Antisemitism (Antisemitisme); Imperialism (Imperialisme) i Totalitarianism (Totalitarisme).

## Contingut
El llibre descriu l'ascens de l'antisemitisme a Europa central i occidental a inicis i mitjans del segle xix i continua amb una anàlisi del neoimperialisme, període que va des de 1884 fins a l'esclat de la Primera Guerra Mundial.
Arendt considera que, juntament amb la burocràcia, el racisme és el tret principal de l'imperialisme colonialista, el qual es caracteritza per la seva expansió il·limitada. Aquesta expansió necessàriament s'oposava i era hostil a la noció d'un Estat nació amb un territori delimitat. Arendt rastreja les arrels de l'imperialisme modern a l'acumulació de l'excés de capital en els Estat-nació europeus durant el segle xix. Aquest capital requeria que les inversions fora d'Europa fossin productives, per la qual cosa el control polític havia de ser expandit a ultramar per protegir aquestes inversions. Després, examina l'«imperialisme continental» (pangermanisme i paneslavisme i el sorgiment de moviments que van substituir als partits polítics. Aquests moviments eren hostils a l'Estat i antiparlamentaris i van institucionalitzar gradualment l'antisemitisme i altres tipus de racisme. Arendt conclou que mentre el feixisme italià era un moviment autoritari nacionalista, el nazisme i l'estalinisme eren moviment totalitaris que buscaven eliminar totes les restriccions al poder de l'Estat.